# NGC 3107
NGC 3107 é uma galáxia espiral (Sbc) localizada na direcção da constelação de Leo. Possui uma declinação de +13° 37' 19" e uma ascensão recta de 10 horas, 04 minutos e 22,4 segundos.
A galáxia NGC 3107 foi descoberta em 22 de Março de 1794 por William Herschel.